# Love Live! Nijigasaki High School Idol Club
Love Live! Nijigasaki High School Idol Club (ラブライブ！虹ヶ咲学園スクールアイドル同好会 Rabu Raibu! Nijigasaki Gakuen Sukūru Aidoru Dōkō-kai?) es un proyecto multimedia japonés de la serie de Love Live! y su serie de juegos Love Live! School Idol Festival. Se presentó por primera vez en 2017 como "Perfect Dream Project" y se creó inicialmente como parte del juego ya mencionado. A diferencia de μ's y Aqours, los grupos anteriores de la franquicia, son un grupo de school idols que compiten entre sí mientras trabajan juntos para mantener vivo su club de school idols. Juntos, se conocen como el Club de las ídols de la escuela secundaria Nijigasaki.
Aparecen en el juego derivado en Love Live! School Idol Festival All Stars junto con μ's y Aqours. También aparecen como cartas de rareza SR en Love Live! School Idol Festival All Stars. Las chicas se dividieron inicialmente en grupos de tres para comenzar actividades en tres aplicaciones diferentes antes de su incorporación al juego: el sitio web de Dengeki Online (Kasumi, Karin, Setsuna), el sitio web de la aplicación Famitsu (Ayumu, Ai, Rina) y el sitio web oficial del juego. sitio web (Emma, Shizuku, Kanata). Cada lugar funciona como una sala separada o una sucursal de la Escuela Secundaria Nijigasaki. Más tarde, se dividieron oficialmente en tres subunidades: DiverDiva, A・Zu・Na y Qu4rtz. Una adaptación a anime por parte de los estudios Sunrise emitió su primera temporada del 3 de octubre al 26 de diciembre de 2020 con un total de 13 episodios. Una segunda temporada se emitió desde el 2 de abril de 2022 hasta el 25 de junio de 2022 con un total de 13 episodios.
Una adaptación a serie de televisión anime del manga derivado Nijiyon: Love Live! Nijigasaki Gakuen School Idol Dōkōkai Yon-Koma, titulado Nijiyon Animation, se estrenó el 6 de enero de 2023. Una segunda temporada se emitió del 5 de abril al 21 de junio de 2024.

## Sinopsis
La escuela secundaria Nijigasaki (虹ヶ咲学園, Nijigasaki Gakuen) está ubicada en Odaiba, Tokio. La escuela es popular debido a su estilo de escuela libre y diversas especializaciones. La historia se centra en los miembros del club de school idols en Nijigasaki, que trabajan juntos como ídols y su intento de evitar que el club sea abolido. A medida que avanza la historia, más chicas comienzan a participar en las actividades del club.

## Personajes
Aunque apropiado, el argumento anteriormente comentado está referido al anime. Otras partes de la franquicia, contienen algunas variaciones sobre el desarrollo de la historia y de la personalidad de los personajes. 
Yu Takasaki (高咲 侑 Takasaki Yuu?)
Seiyū: Hinaki Yano
Yu es una estudiante de segundo año en la escuela secundaria Nijigasaki que ha sido amiga de Ayumu desde la infancia y viven juntos. Ella pertenece al curso general, pero decidió transferirse al curso de música más adelante en la serie de anime. Tanto Yu como Ayumu se enamoraron de los ídolos escolares después de ver la actuación de Setsuna Yuki y decidieron ingresar al club de ídolos escolares de Nijigasaki al descubrir que Setsuna es estudiante en su escuela. En lugar de convertirse ella misma en una School Idol, decidió apoyar a Ayumu y otras School Idols. Su eslogan es "¡Estoy emocionada!" (ときめいた!). Yu es el equivalente en anime de Love Live! Protagonista de School Idol Festival All Stars. Su nombre se decidió a través de los votos de los fans.
En All Stars, la protagonista se interesa en los School Idols después de ver un concierto conjunto entre μ's y Aqours, pero después de buscar un club relacionado en Nijigasaki, se enteraron de que el club School Idol existente está en sus últimas etapas de supervivencia y decide reconstruir y reformar el club de school idols. A diferencia de Yu, la protagonista de All Stars pertenece al curso de música desde el principio y ya posee un teclado en su casa. La protagonista actúa como manager y compositora de canciones para el resto de los miembros.
Ayumu Uehara (上原 歩夢 Uehara Ayumu?)
Seiyū: Aguri Ōnishi
Ayumu es una estudiante de segundo año que se convirtió en una school ídol después de una sugerencia de la protagonista, quien es su amiga de la infancia. Ayumu pertenecía al curso general. Se distingue por un peinado semicorto, un moño con una pequeña trenza alrededor y horquillas en el lado derecho de la cabeza. A Ayumu le gusta esforzarse en todo, especialmente como school idol.
Kasumi Nakasu (中須 かすみ Nakasu Kasumi?)
 Seiyū: Mayu Sagara
Kasumi es una estudiante de primer año que se refiere a sí misma como "Kasumin". Debido a su nombre completo, a menudo se la llama "Kasukasu" como una broma, lo cual odia (ya que significa "seca" en japonés). Pertenece al curso general. Ella es la primera persona que el protagonista encuentra en el club de school idols, donde se esforzaba por mantener vivo el club. Se distingue por su cabello semicorto de color beige y una horquilla en forma de estrella. Ella quería convertirse en una school idol más que nadie y, a veces, trata de ser traviesa con sus rivales. También le gusta enviar correos de odio a sus rivales, aunque a veces, naturalmente, se convierte en correo normal de fans. Kasumi se refiere al protagonista como "Senpai".
Shizuku Osaka (桜坂 しずく Ōsaka Shizuku?)
 Seiyū: Kaori Maeda
Una honorable estudiante de primer año y miembro del club de teatro que fue presentada a los school idols por su admirado senior, pertenece al curso de intercambio internacional. Shizuku es uno de los cinco miembros originales del club de school idols, pero se fue sin querer cuando se dedicó al club de teatro. Ella es una de las chicas N-rarity originales presentadas en School Idol Festival; ella originalmente era una estudiante de Seiran High School. Se distingue por su largo cabello castaño y cinta roja. Shizuku es considerada como una yamato nadeshiko, una belleza japonesa clásica, y en cuanto a su personalidad, es muy sensata, amable, madura y educada, y puede ser bastante tímida.
Karin Asaka (朝香 果林 Asaka Karin?)
 Seiyū: Miyu Kubota
Una enérgica de segundo año, Ai es una estudiante de honor a pesar de su apariencia gyaru. Le encanta hacer juegos de palabras, especialmente usando su nombre de pila ("Ai" significa "amor" en japonés) y se refiere a sí misma como "Ai-san". Se unió al club de school idol porque le gusta probar cosas nuevas. Es muy amable y simpática, y socializa rápidamente. Si bien es inteligente, también es bastante tonta y tiene un sentido del humor bastante infantil.
Ai Miyashita (宮下 愛 Miyashita Ai?)
 Seiyū: Natsumi Murakami
Una de tercer año que siempre luce somnolienta y desmotivada, pertenece al curso de diseño de vida. Kanata se refiere a sí misma como "Kanata-chan". A menudo se ve somnolienta porque estudia mucho para mantener su beca. Una de las cinco integrantes originales del club de school idol, dejó de ir al club porque tenía que reparar los puntajes de sus exámenes; ella acepta regresar ya que Ayumu le prometió que Shizuku y Ai la ayudarían con sus estudios. Ella es una de las chicas N-rarity originales presentadas en School Idol Festival; ella es originalmente una estudiante del Instituto Shinonome. Se convirtió en una school idol para motivarse con su hermana menor, Haruka Konoe, otra school ídol introducida en el juego. En el anime, ella es una hermana mayor desinteresada que apoya a su hermana pequeña Haruka y hace las tareas del hogar.
Setsuna Yuki (優木 せつ菜 Yūki Setsuna?)  / Nana Nakagawa (中川 菜々 Nakagawa Nana?)
 Seiyū: Tomori Kusunoki (2017–2023), Coco Hayashi (2023–presente)
Una de segundo año que, por alguna razón, no usa uniforme escolar ni nadie la había visto en la escuela. Setsuna es un otaku al que le gusta cantar canciones de anime. Se revela que Setsuna Yuki es en realidad su nombre artístico, siendo su verdadera identidad Nana Nakagawa, presidenta del consejo estudiantil de la Academia Nijigasaki. Pertenece al curso general. Ella es una de las cinco miembros originales del club School Idol y se fue porque no podía tolerar su atmósfera debido a sus fuertes sentimientos hacia las School Idols. Esto provocó el estado fallido del club. Bajo su disfraz de presidente del consejo estudiantil, le ordena al protagonista que reúna a 10 miembros para mantener vivo el club. Después de que 8 miembros (excluyendo al protagonista) se reunieran, ella se revela como Setsuna Yuki y se reincorpora al club. Setsuna se describe como un "school idol de tipo misteriosa".
Emma Verde (エマ・ヴェルデ Ema Verude?)
 Seiyū: Maria Sashide
Una estudiante de intercambio de tercer año que vino al extranjero desde Suiza. Al crecer allí, ama lo que trae la naturaleza, como las montañas y los bosques. Pertenece al curso de intercambio internacional. Emma se distingue por sus trenzas gemelas, las pecas en el rostro y su bien dotada figura. Su comida favorita es el pan y es capaz de comer muchas rebanadas, además de mezclarlo con otros alimentos. Emma es una de las chicas N-rarity originales presentadas en School Idol Festival y originalmente se llamaba "Emma". Ella era una Y.G. Estudiante de la Academia Internacional. Ella es una de los cinco miembros originales del club de school idols; su ausencia del club se debió simplemente a que regresó a su país de origen por un tiempo, dejando una carta que Kasumi malinterpretó como una carta de desafío del club de otra escuela.
Rina Tennoji (天王寺 璃奈 Tennōji Rina?)
 Seiyū: Chiemi Tanaka
Una estudiante de primer año que dice tener un rostro muy lindo, pero es demasiado tímida para mostrarlo; por lo tanto, se cubre la cara con el "tablero de Rina-chan", un pequeño cuaderno con un dibujo de una expresión facial que hizo con Ai. Durante los shows en vivo, usa un par de auriculares con orejas de gato con un pequeño monitor que cubre su rostro. Pertenece al curso de procesamiento de la información, lo que explica su personalidad bien informada sobre las tecnologías. En uno de los episodios de bonos de Rina del juego y la serie de anime, finalmente decide revelar su rostro al protagonista; en All Stars, después de leer esta historia, la jugadora también puede quitarse la máscara de Rina durante los shows en vivo.
Shioriko Mifune (三船 栞子 Mifune Shioriko?)
 Seiyū: Moeka Koizumi
Shioriko es una estudiante de primer año que, por alguna razón, quiere abolir el club de school idols. Más tarde se convirtió en presidenta del consejo estudiantil, tomando el puesto de Nana Nakagawa, para poder abolir los clubes que cree que no tienen ningún mérito para la escuela. ¿Se revela que en lugar de odiar personalmente al club de school idols, Shioriko solo está pensando críticamente sobre los aspectos educativos de ciertos clubes y haciendo lo que cree que es correcto? Después de los eventos que ocurrieron en el capítulo 17 del juego, Shioriko se une al club de school idols. En agosto de 2020, Shioriko se unió al elenco jugable del juego All Stars y al Nijigasaki High School Idol Club como miembro oficial, y recibió una canción en solitario, un modelo 3D y tarjetas que se pueden obtener dentro de las cajas de búsqueda de juegos.
Mia Taylor (ミア・テイラー Mia Teirā?)
 Seiyū: Shu Uchida
Mia es amiga de Lanzhu, que se crio en Nueva York. Ella es bilingüe; ella habla japonés e inglés. A diferencia de Lanzhu, Mia se aplica a Nijigasaki solo porque Lanzhu la convenció. Mia tiene 14 años pero es una estudiante de tercer año porque se saltó grados. Actualmente es el personaje principal más joven en la historia de la franquicia. Obtiene su canción en solitario y un modelo 3D un tiempo después de su primera aparición, pero solo se agregó como personaje jugable a principios de septiembre de 2021.
Lanzhu Zhong (鐘 嵐珠 Shō Ranju?)
 Seiyū: Akina Homoto
Lanzhu es una estudiante de segundo año y amiga de la infancia de Shioriko. Se crio en Hong Kong. Su madre es la presidenta de la escuela secundaria Nijigasaki. Ella es trilingüe; habla japonés, mandarín y cantonés. Ella aplica a Nijigasaki para estudiar junto con Shioriko junto con Mia. En All Stars, obtuvo su propia canción en solitario y un modelo 3D un tiempo después de su primera aparición, pero solo se agregó como personaje jugable a principios de septiembre de 2021.

## Media

### Anime
El anime producido por Sunrise y dirigida por Tomoyuki Kawamura, con Jin Tanaka a cargo de la composición de la serie y Takumi Yokota diseñando los personajes. Se llevó a cabo una votación pública para decidir el nombre de uno de los personajes del anime, Yu Takasaki, quien tiene la voz de Hinaki Yano y se basa en el personaje del jugador en el juego. El anime de 13 episodios se emitió del 3 de octubre al 26 de diciembre de 2020 en Tokyo MX, SUN y KBS, el 4 de octubre en BS11 y el 6 de octubre en canales exclusivos de la región. También se transmitió en vivo a través de Bandai Channel, Line Live y YouTube Live. Muse Communication obtuvo la licencia del anime en los territorios del sudeste asiático, excepto Tailandia, donde tiene la licencia de Dream Express (DEX). Funimation obtuvo la licencia de la serie y la transmite en su sitio web en América del Norte y en AnimeLab en Australia y Nueva Zelanda. Tras la adquisición de Crunchyroll por parte de Sony, la serie se trasladó a Crunchyroll obteniendo la licencia de la serie fuera de Asia.
Nijigasaki High School Idol Club interpretó los temas de apertura y cierre, titulados respectivamente "Nijiiro Passions!" (虹色¡Pasiones!) y "¡Neo Sky, Neo Map!".
Durante el tercer concierto en vivo del grupo en el MetLife Dome el 9 de mayo de 2021, se anunció una segunda temporada. El elenco principal y el personal de la primera temporada volverán a interpretar sus papeles. Se estrenará el 2 de abril de 2022.